# 폴리파라페닐렌 비닐렌
폴리파라페닐렌 비닐렌(Poly(p-phenylene vinylene), Polyphenylene vinylene; PPV)는 경질 막대 고분자 무리 그룹의 전도성 고분자이다.
PPV는 고도로 정렬된 박막 결정체로 성공적으로 구성된 타입 중 유일한 고분자이다. PPV와 그 유도체는 단단한 막대 고분자 무리의 전도성 고분자이다. 그것들은 높은 결정성을 지닌 박막으로 구성된 유일한 전도성 고분자이다. PPV는 우수한 순도와 높은 분자량에서 쉽게 합성된다. 물에 용해되지만, 그 전구체는 수용액상에서 다룰 수 있다. 작은 광 밴드 갭과 이것의 밝은 노란색 형광은 PPV를 LED 또는 광전지 소자 등 많은 전기적 애플리케이션에 응용할 수 있도록 한다. 또한, PPV는 도전성 물질을 형성하도록 쉽게 도핑될 수 있다. 이것의 물리적 및 전기적 특성은 기능적인 다른 그룹을 포함하도록 변경될 수 있다.
PPV는 방향족 비스포스포늄 염에서 유래된 비스(일리드)와 디알데히드, 특히 1,4-벤젠디알데히드 사이에서 위팅 타입(wittig 반응은 PR3와 base의 activation을 통하여 Ylide intermediate를 생성시킨후에 carbonyl 화합물을 alkene으로 전환시키는 반응이고) 커플링으로 합성될 수 있다.
위팅 응결과 같은 단계 성장 커플링 반응은 보통 5-10 단위의 낮은 분자량을 지닌 중합체에서 발생한다. 다양한 다른 그룹 (알킬, 알콕시, 또는 페닐) 혼입은 중합체의 용해도를 증가시키고, 보다 높은 분자량을 갖도록 한다.
PPV 유도체는 또한 벤질형 니트릴과 방향성 디알데히드 사이에서 크뇌베나아겔 응결을 통해 만들어질 수 있다. 이 방법은 니트릴기의 가수분해 등 많은 부가적 반응을 생산하기 때문에, 반응 조건의 신중한 최적화가 필요하였다.